# Nonacris scutellaris
Nonacris scutellaris är en tvåvingeart som beskrevs av Günther Enderlein 1921. Nonacris scutellaris ingår i släktet Nonacris och familjen vapenflugor.
Artens utbredningsområde är Colombia. Inga underarter finns listade i Catalogue of Life.